# Sara Moirón Ayala
Sara Moirón Ayala (Michoacán, 6 de junio de 1929 - 29 de septiembre de 2006) fue una de las mujeres pioneras del periodismo mexicano. Es autora del libro "¿Cómo acercarse al periodismo?", publicado en 1994 por la editorial Noriega-Limusa.

## Biografía
Nacida en Maravatío, Michoacán; se trasladó al Distrito Federal para estudiar antropología, estudios que dejaría para acercarse al periodismo trabajando para el tabloide Abc.

## Trabajo periodístico
Fue cofundadora y colaboradora del diario ABC (1950-1965), jefa de Información de El Día (1969-1972), jefa de información de los noticiarios de Canal 13 de televisión (1974-1981) y cofundadora y subdirectora de noticiarios de Imevisión (1984-1986).
Colaboró en México en la Cultura, suplemento de Novedades (1959-1962), el Excélsior (1972-1976), el semanario Proceso (1976-1980) y La Prensa ( 1978-1985).
Fue pionera de la participación de las mujeres en el ámbito periodístico en México, en palabras de Miguel Ángel Sánchez de Armas, la reconoce como una "acreditada periodista que abrió brecha al trabajo reporteril femenino en México"

Según sus propias palabras, Sara Moirón recuenta:
"Mujeres éramos muy pocas; realmente Magdalena Mondragón, que ya había pasado sus mejores años, pero quien realmente abrió brecha en el periodismo; Elvira Vargas, que fue una mujer de mucha lucha. Con nosotros estaba todavía Adelina Zendejas, que fueron realmente las pioneras y Rosa Castro de la revista Siempre, quien también batalló mucho". 

## Publicaciones
En 1994 publicó el libro: "¿Cómo acercarse al periodismo?", por la editorial Noriega-Limusa.

## Reconocimientos
En 1999 fue galardonada con un Premio Especial del Premio Nacional de Periodismo en México.